# Stephanie Joffroy
Pour les articles homonymes, voir Joffroy.
Stephanie « Steph » Joffroy Aranda, née le 22 septembre 1991 à Las Condes, est une skieuse acrobatique chilienne, spécialiste de skicross, à l'origine skieuse alpine.

## Biographie
Membre du club de Valle Nevado, elle fait ses débuts internationaux en ski alpin en 2008 et reçoit sa première et unique sélection majeure dans ce sport aux Championnats du monde 2009, à Val d'Isère, où elle finit 35e du super G.
Elle commence sa carrière officielle dans le ski acrobatique en 2011 et remporte le titre de championne du Chili en 2012. En décembre 2012, elle court sa première manche de Coupe du monde au skicross de Val Thorens. Un an plus tard, dans cette même station, elle passe en phase finale pour la première fois à ce niveau et marque ses premiers points avec une onzième place. Ceci reste son meilleur résultat au niveau mondial.
Elle participe quelques semaines après aux Jeux olympiques d'hiver de Sotchi, où elle se qualifie pour les quarts de finale, qui se concluent pour elle par une chute.
Aux Jeux olympiques d'hiver de 2018, à Pyeongchang, elle atteint les huitièmes de finale, où elle échoue au 19e rang. Ces dernières années, elle avait subi plusieurs blessures au genou et a du se faire opérer cinq fois en quatre ans.
Elle possède également la nationalité française.

## Palmarès en ski acrobatique

### Jeux olympiques
| Épreuve / Édition | Sotchi 2014 | Pyeongchang 2018 |
| Skicross          | 16e         | 19e              |

### Championnats du monde
| Épreuve / Édition  | Skicross |
| Mondiaux 2013 Voss | 27e      |

### Coupe du monde
- Meilleur classement général : 130e en 2020.
- Meilleur classement en skicross : 21e en 2020.
- Meilleur résultat individuel : 11e.

## Palmarès en ski alpin
| Épreuve / Édition         | Super G | Slalom géant | Slalom  |
| Mondiaux 2009 Val d'Isère | 35e     | Abandon      | Abandon |